# Zumpango del Río
Zumpango del Río, é uma cidade do município de Eduardo Neri no estado de Guerrero, no México.